# فیلیپ گرونینگ
فیلیپ گرونینگ (آلمانی: Philip Gröning؛ زادهٔ ۷ آوریل ۱۹۵۹) یک فیلم‌نامه‌نویس، و کارگردان اهل آلمان است.